# 49 Polowe Warsztaty Lotnicze
49 Polowe Warsztaty Lotnicze – jednostka logistyczna Wojsk Lotniczych i Obrony Powietrznej.

## Odznaka pamiątkowa
Odznakę stanowi emaliowana tarcza w kształcie biało-czerwonej szachownicy o wymiarach 30x32 mm, na której znajduje się zloty rysunek śmigłowca. Przy prawym dolnym narożniku tarczy, wystaje wycinek kola zębatego o błękitnym tle, a na nim data 13 04 1963.
Odznakę zaprojektował  Dariusz Siuda, a wykonana została w pracowni grawerskiej Elżbiety Graczyk w Poznaniu.